# Anglofil
Anglofil är en person som inte är engelsk, men har ett stort intresse för den engelska kulturen, till exempel språk och dialekter, idrott, musik, film, mat, kläder eller andra kulturyttringar.
Vissa amerikanska anglofiler föredrar att stava ord på brittiskt vis, till exempel det engelska ordet för färg color (amerikansk engelska) som colour (brittisk engelska).